# Eyad Hourani
Eyad Hourani, anche accreditato come Iyad Hoorani (in arabo: إياد حوراني; Ramallah, 24 luglio 1988), è un attore palestinese, meglio noto al pubblico internazionale per avere interpretato il ruolo di Tarek nel film Omar, candidato ai Premi Oscar 2014 come miglior film in lingua straniera.

## Biografia e carriera
Hourani iniziò a recitare all'età di 14 anni con la Days for Theatre Foundation di Hebron, Palestina. A 21 anni, cominciò a prendere lezioni di recitazione al Teatro Freedom del campo-profughi di Jenin, laureandosi tre anni dopo nel corso di educazione alle arti teatrali. In seguito, continuò la sua formazione attoriale in un corso triennale di recitazione e drama coaching promosso dalla Arab American University di Jenin, e partecipò a vari seminari teatrali, anche in città estere quali Vienna, Berlino e New York.
Hourany ha recitato da protagonista in numerosi spettacoli teatrali, rappresentati nei teatri palestinesi e nei centri comunitari. Con lo spettacolo sheakespeariano Riccardo II partecipò al Globe to Globe Festival di Londra del 2012, un evento culturale con 37 nazioni partecipanti associato ai Giochi della XXX Olimpiade.
Nel 2011, Hourani ha diretto e interpretato il cortometraggio C The C. Il film fu poiettato a Dubai e a Sarajevo e vinse il premio del pubblico al Qabila Film Festival de Il Cairo.
A livello cinematografico, ha esordito nel film Omar, scritto e diretto da Hany Abu-Assad, con il quale collaborò anche nel suo film successivo, The Idol. Nel 2015, è nel cast di Zinzana, film arabo con Saleh Bakri candidato come miglior film al festival del cinema di Dubai.

## Filmografia

### Cinema
- Omar, regia di Hany Abu-Assad (2013)
- Zinzana, regia di Majid Al Ansari (2015)
- The Idol (Ya tayr el tayer), regia di Hany Abu-Assad (2015)
- Saturday Afternoon (Shonibar Bikel), regia di Mostofa Sarwar Farooki (2019)

### Televisione
- Medinah – serie TV, 3 episodi (2016–2017)
- Baghdad Central – serie TV, 6 episodi (2020)

### Cortometraggi
- C The C, regia di Eyad Hourani (2011)
- The Parrot, regia di Amjad Al-Rasheed (2015)

## Teatro
- Half a Day, regia di Ihab Zahdeh (2004)
- The Same Problem, regia di Ihab Zahdeh (2005)
- Animal Farm, regia di Nabil Al-Raee (2009)
- Fragments of Palestine, regia di Nabil Al-Raee (2009)
- Men in the Sun, regia di Josh PerlsteinThe (2010)
- Alice in Wonderland, regia di Juliano Mer Khamis (2011)
- While Waiting, regia di Udi Aloni (2011)
- Jasmine House, regia di Iman Aoun (2011)
- Richard II, regia di Conall Morrison (2012)
- The exception and the rule, regia di Amer Khalil (2013)
- Holiday, regia di Carla Plank (2013)